# Ayrton (piłkarz)
Ayrton Bacci de Araújo – piłkarz brazylijski grający na pozycji obrońcy.
Ayrton Bacci de Araújo w czasie piłkarskiej kariery, na przełomie drugiej i trzeciej dekady XX wieku grał w Fluminense FC.
Jako piłkarz Fluminense Rio de Janeiro wziął udział w turnieju Copa América 1920. reprezentacja Brazylii zajęła trzecie miejsce, jednakże Ayrton Bacci de Araújo nie zagrał w żadnym meczu. Jedyny mecz w barwach canarinhos rozegrał 6 października 1920 roku w Buenos Aires przeciwko reprezentacji Argentyny. Reprezentacja Brazylia z powodu zamieszania we własnych szeregach wystąpiła w tym meczu w ośmioosobowym składzie. Brazylia przegrała ten mecz 1-3.